# Giovanni Arpino
Giovanni Arpino (* 27. Januar 1927 in Pula (Istrien); † 10. Dezember 1987 in Turin) war ein italienischer Schriftsteller und Journalist.

## Leben und Werk
Als Sohn eines neapolitanischen Vaters und einer piemontesischen Mutter verbrachte Giovanni Arpino seine Kindheit an mehreren Orten Norditaliens, da die Offizierslaufbahn seines Vaters Tommaso die Familie zu häufigen Umzügen zwang. Erst 1943 fand die Familie ihr endgültiges Domizil in Bra, im Stammhaus der Mutter Maddalena Berzia. In Bra machte Arpino sein Abitur, bevor er sich erst dem Jura- und dann dem Literaturstudium widmete.
1951 schloss er sein Studium mit einer Arbeit über Sergei Alexandrowitsch Jessenin ab, während er 1952 Elio Vittorini für seinen Roman Sei stato felice, Giovanni begeistern konnte, so dass dieser im Einaudi-Verlag erschien. 1953 heiratete er Caterina Brero und zog mit ihr nach Turin, wo er eine Anstellung bei Einaudi fand und bis an sein Lebensende blieb.
Neben seiner literarischen und verlegerischen Betätigung arbeitete er vor allem als Sportjournalist für La Stampa und Il Giornale. Gemeinsam mit Gianni Brera gelang es ihm dabei, die Sportberichterstattung in Italien qualitativ zu verbessern und ihr ein literarisches Niveau zu verleihen. Mit Azzurro tenebra (1977) schrieb Arpino sogar auch einen Fußballroman, sein wichtigstes Werk in diesem eigenen Genre.
Arpinos eher trocken und ironisch geschriebene Romane wurden mit mehreren Preisen geehrt: 1964 erhielt er den Premio Strega für L'ombra delle colline, 1972 den Premio Campiello für Randagio è l'eroe und 1980 den Premio Super Campiello für Il fratello italiano. Darüber hinaus schrieb er auch zahlreiche Dramen, Erzählungen und Gedichte für Kinder (Le mille e una Italia u. a.). Es ist sein Verdienst, dass der argentinische Schriftsteller Osvaldo Soriano in Italien bekannt wurde.
Über seinen Tod 1987 hinaus blieb Arpino Bra, der Stadt seiner Jugend, in besonderer Weise verbunden: Dort ist ihm zu Ehren ein Kulturzentrum sowie ein Kinderliteraturpreis gewidmet.

## Werke

### Originalausgaben
- Sei stato felice, Giovanni (1952)
- Il prezzo dell’oro (1957), Gedichtband
- Gli anni del giudizio (1958)
- La suora giovane (1959)
- Un delitto d'onore (1960)
- Una nuvola d'ira (1962)
- L'ombra delle colline (1962), mit dem Premio Strega 1964 ausgezeichnet
- Un'anima persa (1966)
- La babbuina (1967)
- Il buio e il miele (1969)
- Randagio è l'eroe (1972), mit dem Premio Campiello 1972 ausgezeichnet
- Racconti di vent’anni (1974)
- L'assalto al treno ed altre storie (1974)
- Rafé e Micropiede (1974)
- Domingo il favoloso (1975)
- Il primo quarto di luna (1976)
- Azzurro tenebra (1977)
- Il fratello italiano (1980), mit dem Premio SuperCampiello 1980 ausgezeichnet
- Le mille e una Italia (1980)
- Un gran mare di gente (1981)
- Bocce ferme (1982)
- La sposa segreta (1983)
- Il contadino Genè (1985)
- Passo d'addio (1986)
- La trappola amorosa (posthum, 1988)
- Serghej A. Esenin. L’estremo cantore dell’antica Russia di fronte alla rivoluzione. Venedig: Marsilio, 1997
- Opere scelte. Hrsg. Rolando Damiani. Mailand: Mondadori, 2005

### Deutsche Übersetzungen
- Aus gekränkter Ehre. Reinbek bei Hamburg: Rowohlt, 1964
- Im Schatten der Hügel. Berlin: Aufbau-Verlag, 1969
- Bruno und Schräubchen. Zürich / Köln: Benziger, 1973
- Ein ungleiches Paar. (Ungekürzte Ausgabe) München: König, 1973
- Italien. Frankfurt/Main: Umschau-Verlag, 1988
- Der Duft der Frauen. München: Heyne, 1993

### Verfilmungen
- Für Renzo e Luciana, eine Episode aus Boccaccio '70 (1962, nach Italo Calvinos Erzählung L'avventura di due sposi), schreibt Arpino zusammen mit Calvino, dem Regisseur Mario Monicelli und Susi Cecchi D’Amico das Drehbuch.
- Sein Roman Il buio e il miele liegt Dino Risis Film Profumo di donna (1974) zu Grunde, in dem Vittorio Gassman den Kapitän Fausto Consolo und Agostina Belli die Sara spielt. Auch Martin Brests Der Duft der Frauen (1992) basiert auf dieser Grundlage.
- Un’anima persa verfilmt Dino Risi 1977 in Anima persa mit Vittorio Gassman als Fabio Stolz und Catherine Deneuve als Sofia Stolz.
- Der 1991 veröffentlichte Dokumentarfilm Un livre un jour (Regie: Olivier Altman / Pierre Barboni) verwendet Aufnahmen, in denen Arpino sich selbst spielt.